# GRAND PRIX (東京スカパラダイスオーケストラのアルバム)
『GRAND PRIX』（グランプリ）は、東京スカパラダイスオーケストラの5作目のオリジナル・アルバム。1995年6月21日にEpic/Sony Recordsからリリース。

## 概要
メジャーデビュー5周年記念作品。
前作までと趣が異なり、カバーやゲスト・ボーカルを迎えた曲が中心となっている。
アルバム制作中、ボーカルのクリーンヘッド・ギムラが脳腫瘍で急逝。

## 収録曲
作詞・作曲・編曲：東京スカパラダイスオーケストラ（特記以外）
1. JAM
  - Vocals：FUNKIE ALIEN
  - Vocals,KORG Wave Drum,Bongo：スティーヴ エトウ
  - NHK『ポップジャム』OPテーマ（1995）
2. しらけちまうぜ　（オリジナル：小坂忠）
  - 作詞：松本隆　作曲：細野晴臣　
  - Vocals：小沢健二
  - Conga,Cymbals：スティーヴ エトウ
  - Background Vocals：真城めぐみ（Hicksville）
3. Stubborn Kind Of Fellow　（オリジナル：マーヴィン・ゲイ）
  - 作詞・作曲：M.Gaye,W.Stevenson,G.Gordy
  - Vocals：Thriller U
  - Background Vocals：Pam Hall,Peaches
  - CM『ホンダ・ロゴ』CFテーマ。
4. パンドラタイムズ
  - テレビ朝日「パンドラタイムス」テーマ曲。
  - CM『キリン 氷結ストロング』CFテーマ。
5. PIT#1
  - 作・演出：東京スカパラダイスオーケストラ
  - Guest：YOU・濱田マリ・高橋幸宏・竹中直人
6. Skung-fu Man '95
  - 作詞：クボタタケシ・KURO-OVI
  - 編曲：東京スカパラダイスオーケストラ・クボタタケシ
  - Voice,Vocals：竹中直人　Rap,Scratch：キミドリ　Conga,Tambourine,Trigangle：浜口茂外也　Background Vocals：FUNKIE ALIEN
7. What A Wonderful World　（オリジナル：ルイ・アームストロング）
  - 作詞・作曲：G.D.Weiss,G.Douglas
  - Vocals：Misty Oldland　Conga：浜口茂外也
8. WATERMELON
  - 作詞：高野寛　作曲・編曲：東京スカパラダイスオーケストラ・高橋幸宏
  - Vocals,Right Drums：高橋幸宏　Conga,Tambourine,Shaker：浜口茂外也　Computer Operation：木本靖夫
9. PIT#2
  - 作・演出：東京スカパラダイスオーケストラ
  - Guest：YOU
10. 花ふぶき 〜愛だろ、愛っ。〜
  - Diologue：永瀬正敏
  - CM『サントリー　ザ・カクテルバー』CFテーマ。
11. 真赤な太陽　（オリジナル：美空ひばり）
  - 作詞：吉岡治　作曲：原信夫　
  - Vocals：石川さゆり　Bongo,Tombourine,etc.：スティーヴ エトウ　AKAI MPC-3000 Progrmming：加納直喜
12. 東京デラックス
  - 作詞：崔洋一　
  - Vocals：岸谷五朗・東京デラックスシンガーズ
  - 東京デラックスシンガーズ：絵沢萠子、高橋和也、デーブ久手堅、石井ひとみ、仲野茂、麿赤児、國村隼、塩見三省、岸部一徳
  - 映画『平成無責任一家 東京デラックス』テーマソング。岸谷五朗と東京デラックスシンガーズは出演者の方々。
13. Let's Stay Together　（オリジナル：アル・グリーン）
  - 作詞・作曲：A.Green,A.Jackson,W.Mitchell
  - Vocals：Thriller U　Conga,Shaker：浜口茂外也
14. Just A Little Bit Of Your Soul
  - 作曲：Chunk Jackson
  - Drums(right)：Bernard Purdie　Drums(left)：青木達之　Conga：Pancho Molales　Guitar(right)：クリーンヘッド・ギムラ
  - 1993年7月27日、IRc2スタジオにて完全一発録りでレコーディング。
  - 本曲はシングル「ハプニング」C/Wであるが、「より多くの人に聴いてもらいたい」思いから本作に収録された。